# Pirdana
Pirdana là một chi bướm ngày thuộc họ Bướm nâu.